# Red Mitchell (album)
Red Mitchell est un album de jazz West Coast du contrebassiste Red Mitchell. 

## Enregistrement

### Musiciens
La session d'enregistrement est interprétée par un quintet composé de:
- Joe Maini (as, ts), Conte Candoli (tp), Hampton Hawes (p), Red Mitchell (b), Chuck Thompson (d).

### Dates et lieux
- Hollywood, Los Angeles, Californie, 27 septembre 1955.

## Titres
| N°     | Titre                  | Compositeur                               | Durée |
| ------ | ---------------------- | ----------------------------------------- | ----- |
| Face 1 |                        |                                           |       |
| 1.     | Jam for Your Bread     | Red Mitchell                              |       |
| 2.     | Where or When          | Richard Rodgers, Lorenz Hart              |       |
| 3.     | Section Blues          | Red Mitchell, Chuck Thompson              |       |
| 4.     | Duff                   | Hampton Hawes                             |       |
| 5.     | Ornithology            | Charlie Parker, Benny Harris              |       |
|        |                        |                                           |       |
| Face 2 |                        |                                           |       |
| 6.     | Will You Still Be Mine | Tom Adair, Matt Dennis                    |       |
| 7.     | I'll Never Be the Same | Matty Malneck, Gus Kahn, Frank Signorelli |       |
| 8.     | East Coast Outpost     | Red Mitchell                              |       |
| 9.     | You Go to My Head      | Dizzy Gillespie, J. Fred Coots            |       |

## Discographie
- 1956, Bethlehem Records - BCP 38 (LP)

## Référence
- Joseph P. Muranyi, Liner notes de l'album Bethlehem Records, 1956.